# 西武E31形電気機関車
西武E31形電気機関車（せいぶE31がたでんききかんしゃ）は、西武鉄道が使用していた車軸配置B-Bの小型直流用電気機関車である。

## 概要
導入当時、西武鉄道が多く保有していた古典輸入機関車の置き換え用として登場した。1986年（昭和61年）から翌1987年（昭和62年）にかけて、自社所沢車両工場でE31 - 34の4両が製造された。
外観は西武鉄道の在来大型機関車であるE851形のデザインラインを継承して小型化したともいうべき形状で、側面機器室の上部には電気機関車には珍しく大型の窓が4つ並んでおり、その下には大型フィルターが付いている。
台車は1983年（昭和58年）まで国鉄飯田線で運用されていた80系電車の廃車発生品であるDT20A形を履いており、主電動機も351系で使用されていたものを転用した130 kWの直流電動機を4基搭載し、吊り掛け式を採用している。釣り合い管の引き通しがあるため、重連総括制御が可能である。
塗装は、クリーム色に朱色の3本の帯というE851形の塗装を反転させたようなデザインになっている。また、電車用台車を使用したことで、ともすれば腰が低すぎ「短足」に見えるのを補う目的で、車体下部を黒く塗りつぶし、外観のバランスをとっている。

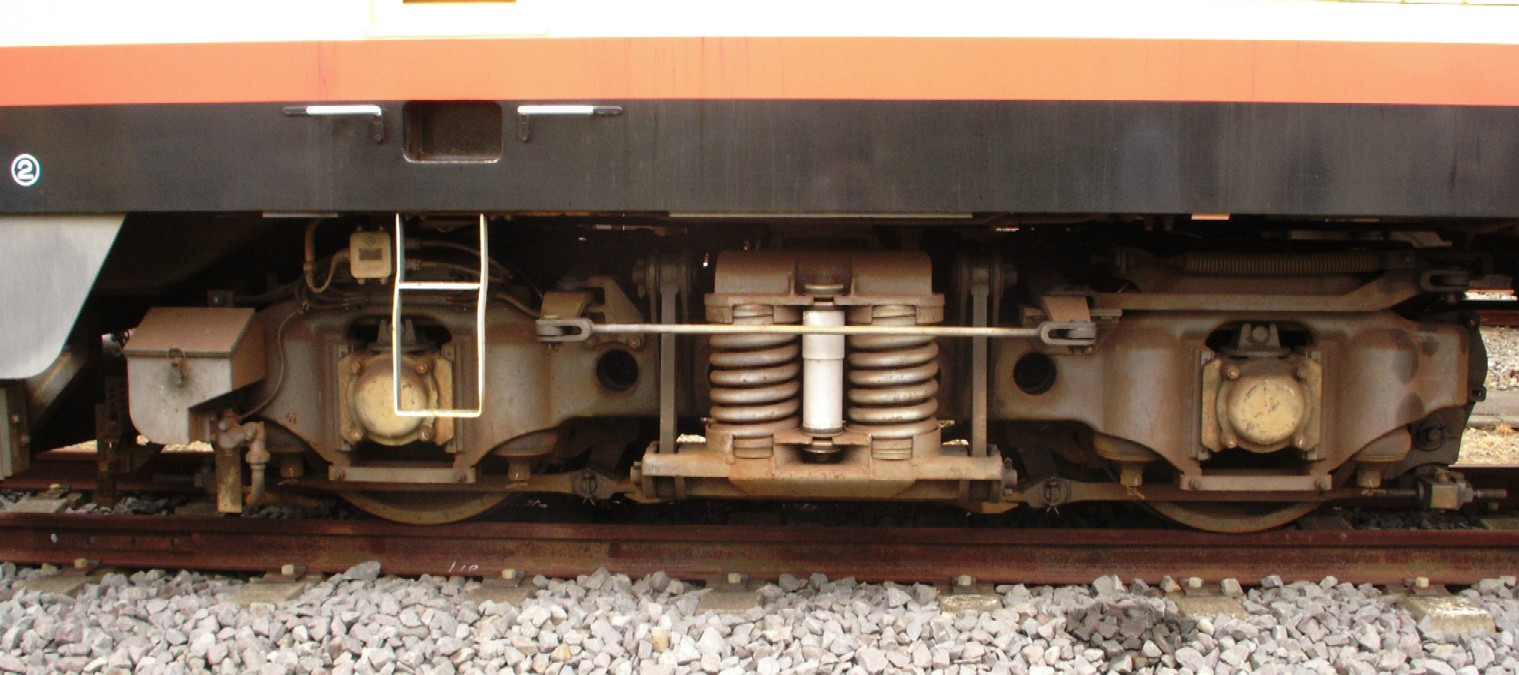
DT-20A形台車 （2007年9月1日 南入曽車両基地）
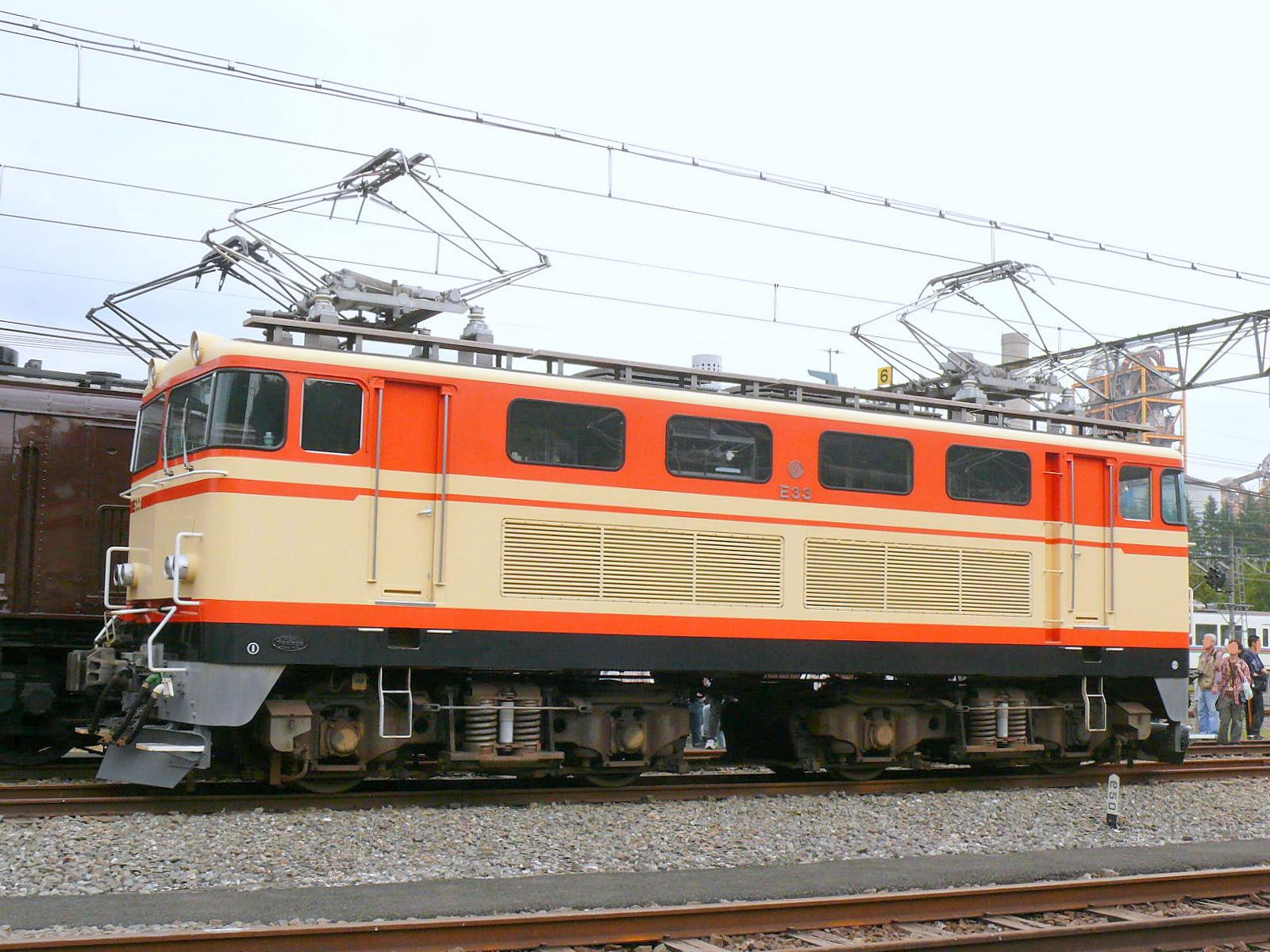
E33の側面 （2009年10月4日）

## 運用
E31形は当初から、保線用工事列車の牽引を主目的として製造された。その理由は、終電と初電の間隔が短く保線基地が郊外にある西武鉄道の線路保守作業において、速度が遅いモーターカーで終電後に線路閉鎖を実施して郊外から資材を運搬して作業するのは非効率的である反面、電気機関車は高い速度が出て営業時間内に本線上を走行可能で工事列車として運行できるなど、効率的な運用面が有用と判断されたからである。運用は多くの場合、2両1組のプッシュプル編成で事業用として西武線内の車両輸送や工事列車でバラスト散布車の牽引など、他に貨物輸送廃止以前はE851形の代走として貨物列車の牽引も行っていた。しかし保線車両の急速な進歩により、2006年（平成18年）度に西武新宿線、2008年（平成20年）度に西武池袋線の工事列車が相次いで廃止されたことで用途が狭められ、2000年代後半以降は新秋津駅からの車両輸送が主な用途となった。
本形式は通常横瀬車両基地に留置されていたが、同所で毎年10月上旬に開催される「西武トレインフェスティバル」で展示されたほか、毎年8月下旬には南入曽車両基地へ向かい、同所で開催される「南入曽車両基地 電車夏まつり」でも展示されていた。
2008年（平成20年）10月4日、交換時期を迎えた機器類の調達が困難になったことを理由に、同年度内に西武鉄道での運用を離脱するとの報道があり、2009年（平成21年）1月31日付でE33が廃車となった。
残る3両は、同年度以降もそれまで通り車両輸送に使用されていたが、本形式の置き換え用として、車両牽引には2007年（平成19年）に101系を全電動車化した4両編成（263編成）が、工事列車（バラスト散布車牽引）は2008年（平成20年）度中にモーターカーが登場した。これに伴い、工事用途で使用していた貨車のホキ81形とトム301形は同年10月31日付で全車廃車となっている。
2010年（平成22年）3月15日、西武鉄道社内における電気機関車の操縦資格を持つ運転士の減少や、多数の車種を維持することが困難であることを理由に、E31形全機の運用終了が発表された。同月28日に横瀬駅 - 西武秩父駅間でさよなら運転を実施し、同年3月31日付でE31・E32・E34の3両が廃車され形式消滅した。これにより、西武鉄道における機関車も全廃となった。
廃車後は静態保存されるE31を除く全機が、大井川鐵道へ譲渡された（次項で解説）。

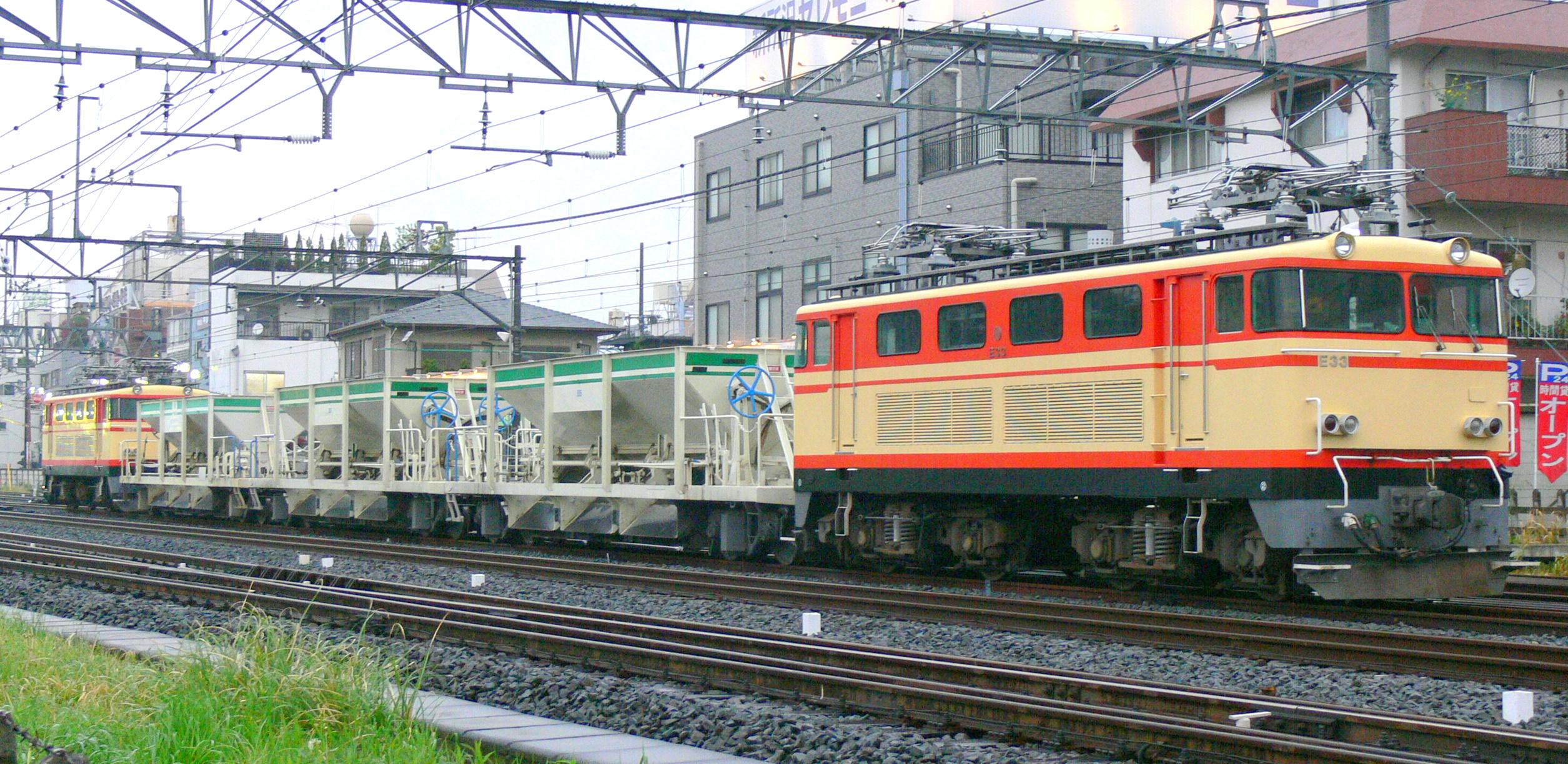
E31形同士のプッシュプル編成として留置される工事列車 （2007年5月2日）
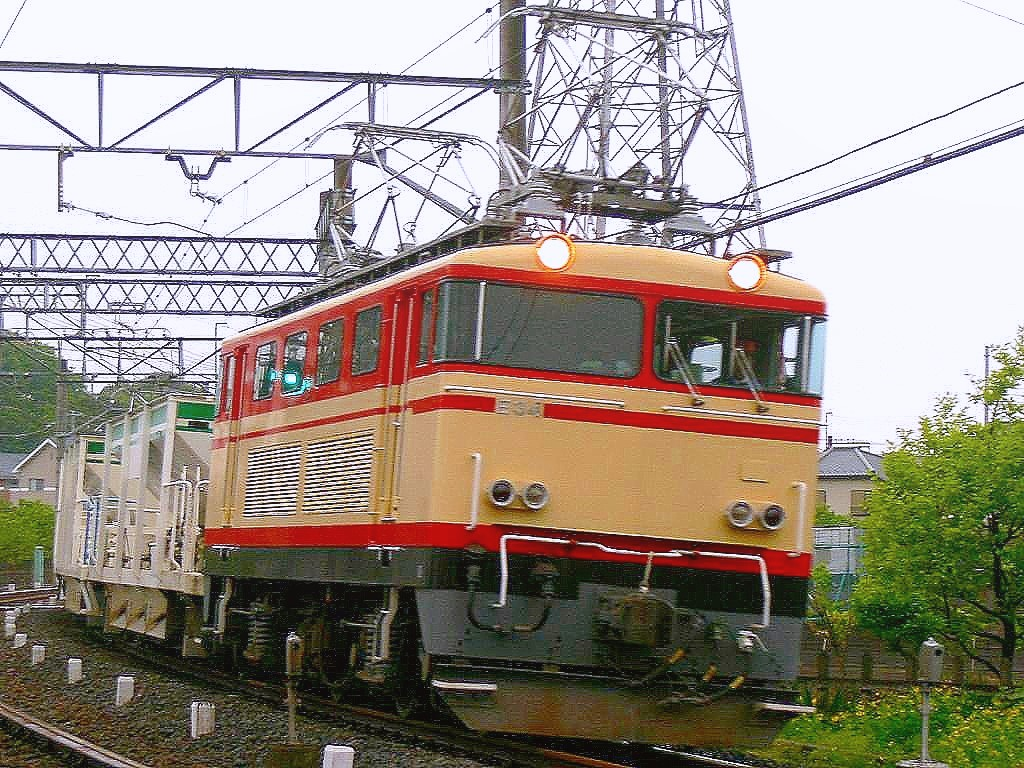
拝島線を走るE34牽引の工事列車 （2007年5月2日）
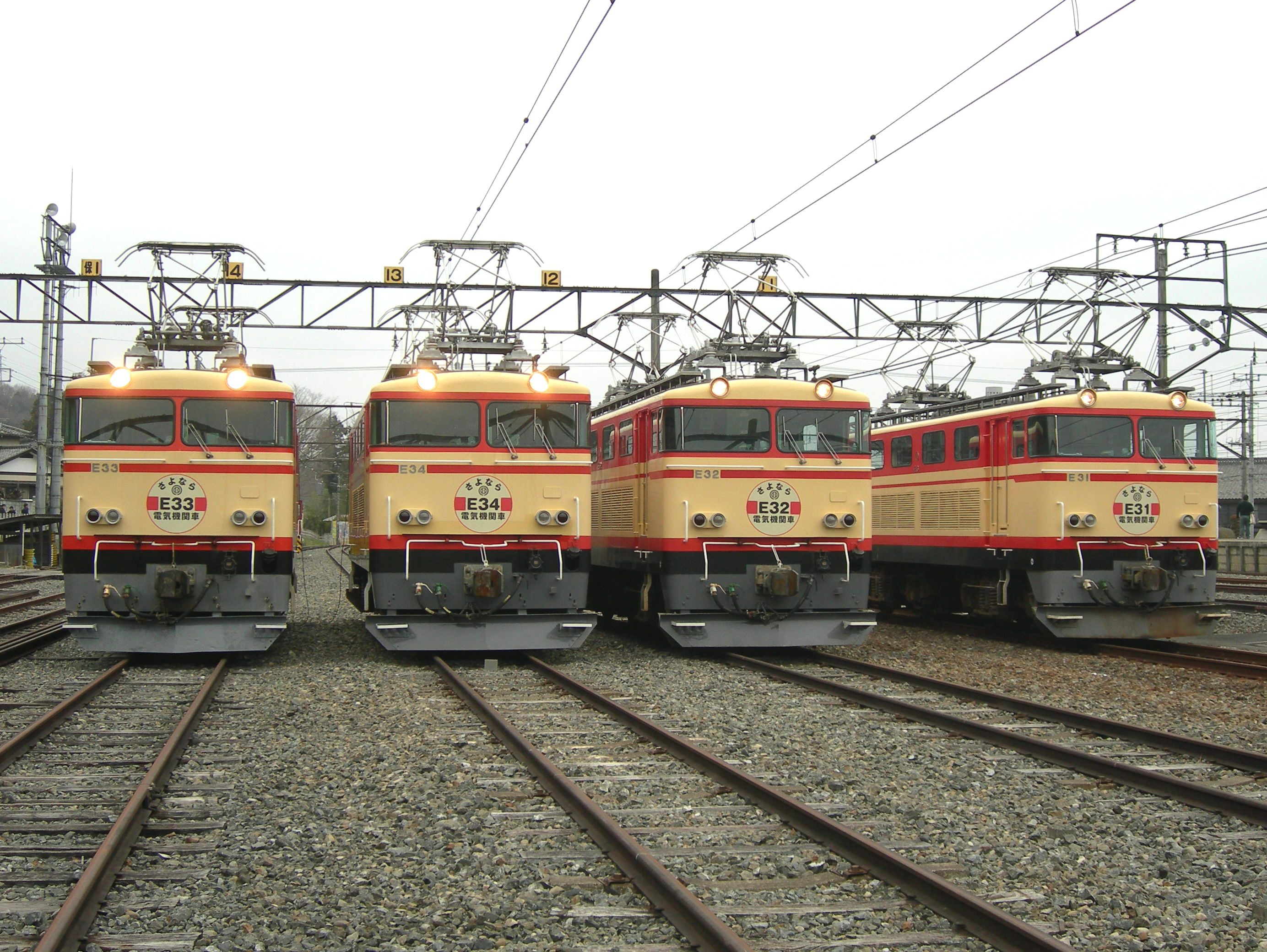
さよならイベントの撮影会の様子（2010年3月）

## 大井川鐵道への譲渡
本形式は当初、貨物輸送を行う私鉄へ譲渡される予定だったが、実際には貨物営業のない大井川鐵道へE32 - 34の3両が譲渡されることになった。2010年（平成22年）9月10日から13日にかけて、横瀬車両基地から新金谷車両区までトレーラーで陸送された。
譲渡時点からSL列車「かわね路号」の補助機関車（補機）として使用する方針が示されていたものの、大井川鐵道の既存機より出力が低く、法令手続きや整備などの関係から運用開始時期は未定とされ、入籍されないまま長らく入換動車として使われるのみに留まっていた。
譲渡から6年以上が経過した2017年（平成29年）4月30日のニコニコ超会議にて、同年度内の整備実施と営業運転投入が発表され、同年7月21日にE34が大井川鐵道の車両として竣工、本線試運転を開始した。10月15日のイベント列車で営業運転を開始し、12月16日には「かわね路号」の補機としての運用も開始された。
E33は2017年（平成29年）11月8日付で、E32も2018年（平成30年）3月23日付で竣工し、2019年（令和元年）6月現在、3両全機が運用されている。ただし既存機との共通運用ではなく、「かわね路号」の補機で6両編成（勾配の緩い新金谷駅 - 家山駅間は7両編成の実績あり）、単機では3両、重連では6両編成まで牽引可能となっている。イベント時やSLの故障時には本形式のみで客車列車の牽引にも充当される。
大井川鐵道仕様の自動列車停止装置（ATS）については、E34は金谷方と千頭方の両エンドに搭載されているが、E32は金谷方、E33は千頭方にのみそれぞれ搭載されている。このため、本務機として単機での運用が可能なのはE34のみで、E32・33はATS非搭載側を先頭として本務機で運用することができない。
E34は2025年（令和7年）3月に産経新聞社の支援のもと、国鉄・JRのブルートレイン牽引機だったEF65形500番台風の塗装に変更された。当面はSL列車の補機として運用されるが、同年7月に譲渡された12系客車と合わせて運行する計画も報じられている。

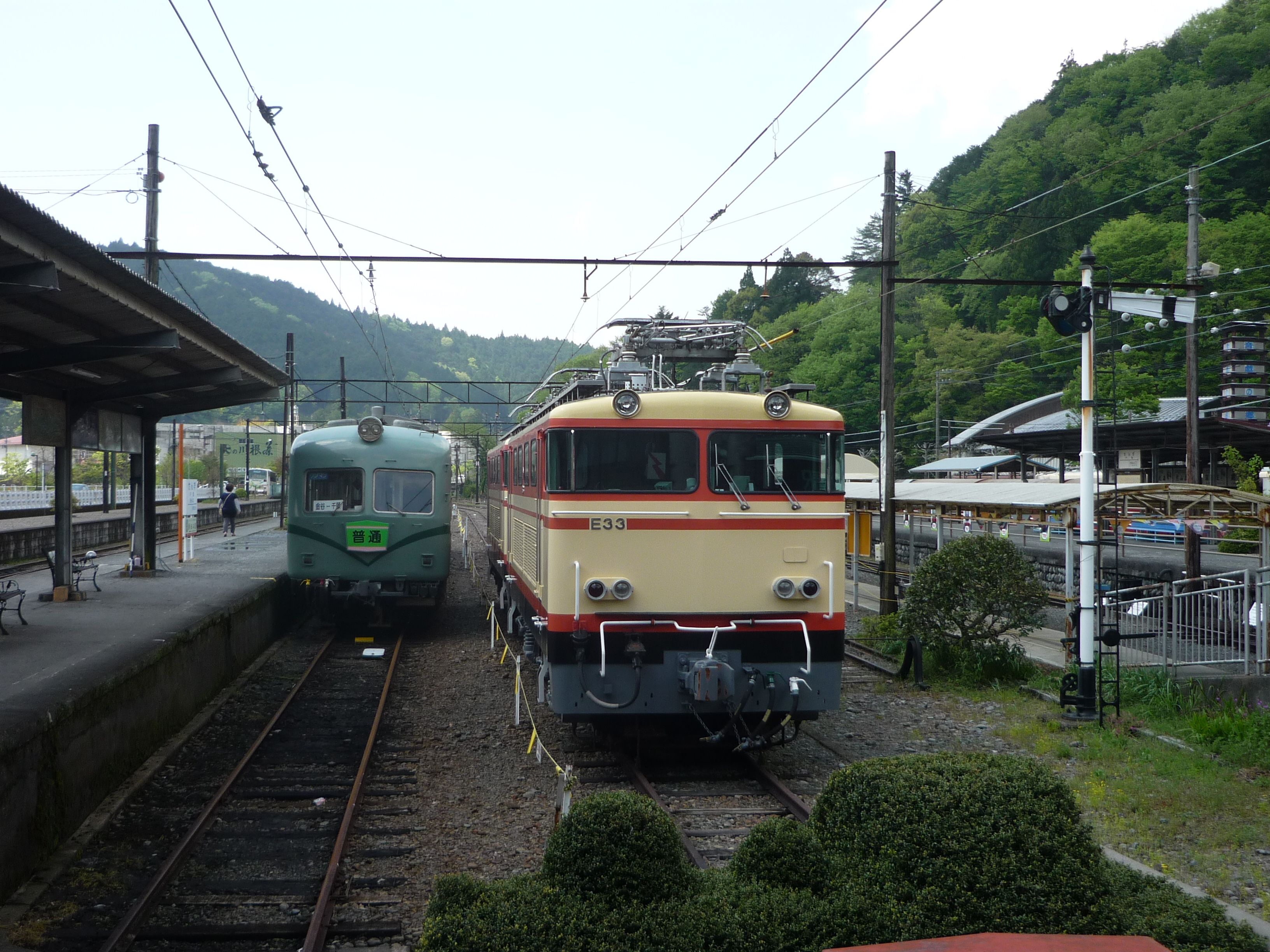
千頭駅構内に留置中のE33 （2014年5月）
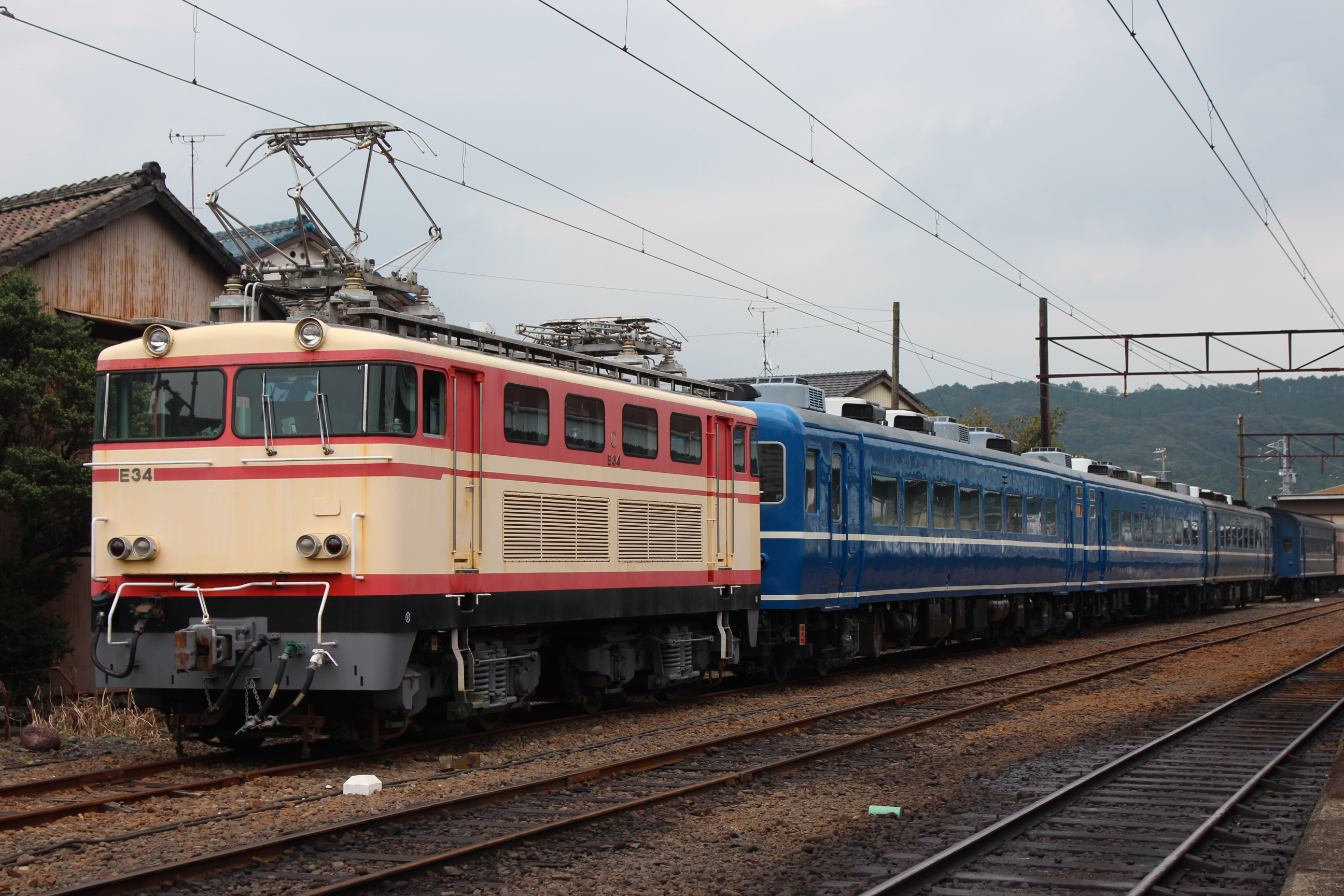
新金谷駅構内で14系客車と展示されるE34 （2016年10月）
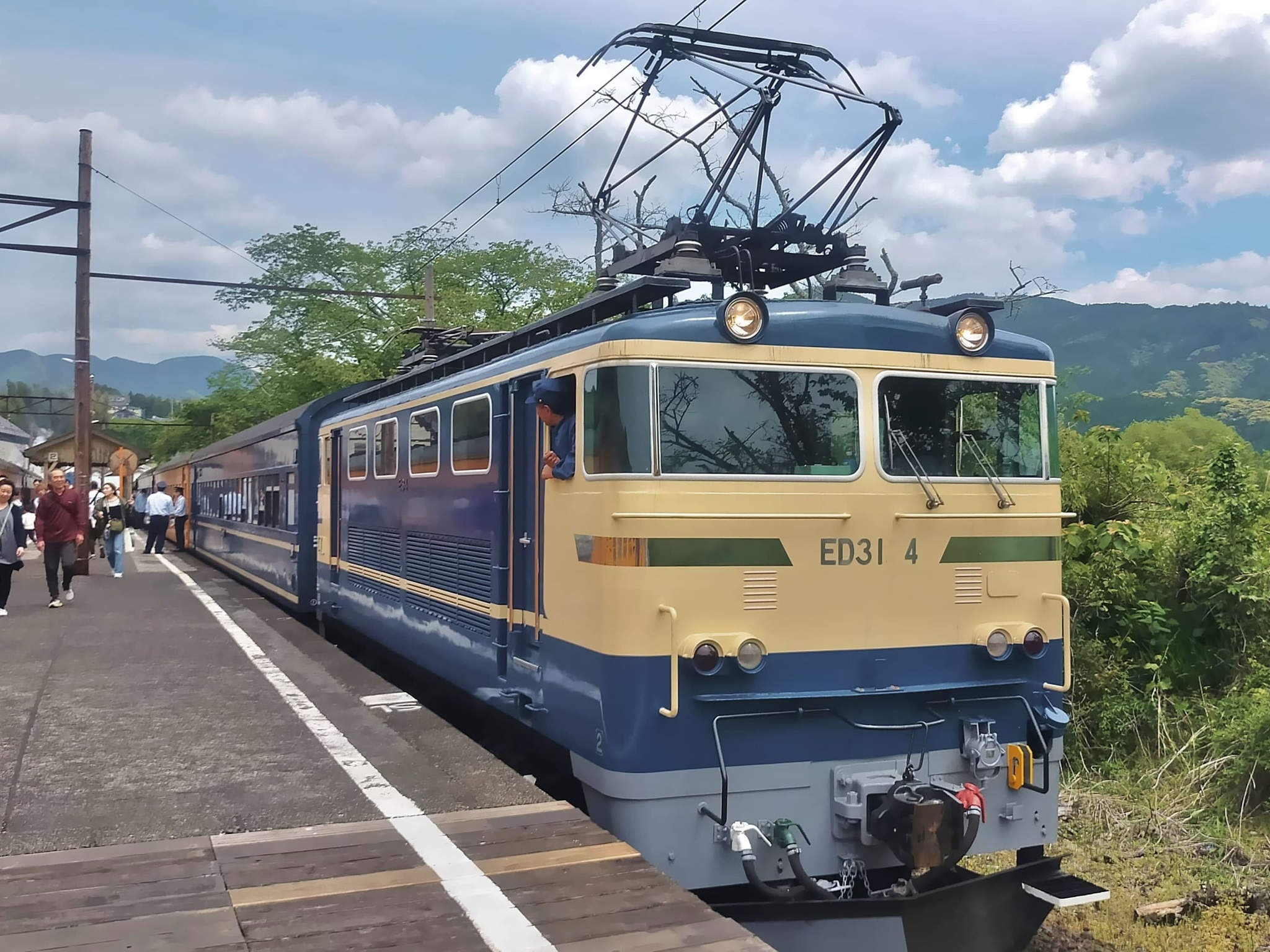
国鉄風塗装となったE34 （2025年4月28日 家山駅）
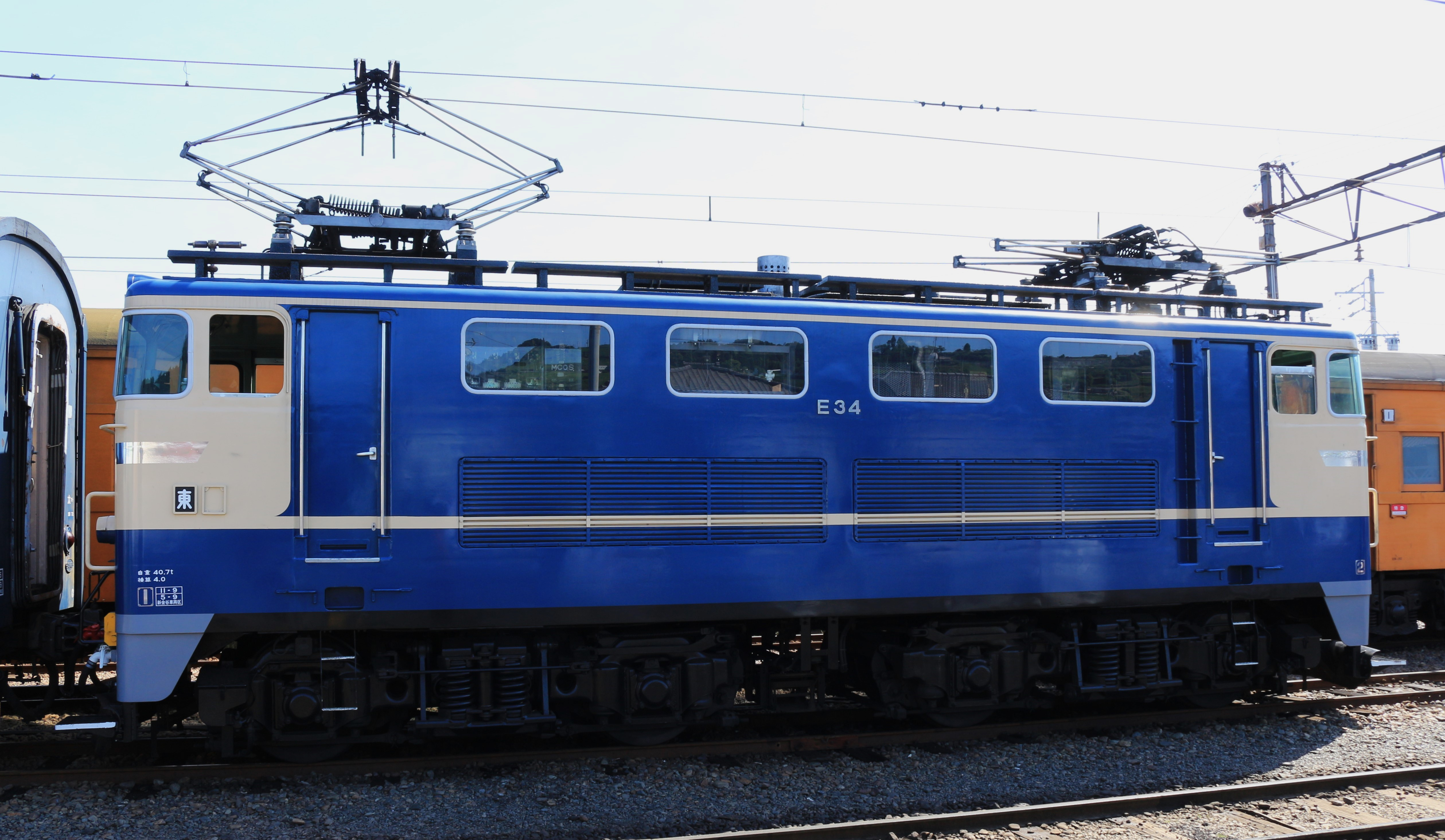
国鉄風塗装となったE34の側面 （2025年5月3日 新金谷駅）